# Chaufour-Notre-Dame
Chaufour-Notre-Dame là một xã thuộc tỉnh Sarthe trong vùng Pays-de-la-Loire tây bắc nước Pháp. Xã này nằm ở khu vực có độ cao từ 68-131 mét trên mực nước biển.